# Mariela Magallanes
Mariela Magallanes (8 dicembre 1972) è una politica venezuelana naturalizzata italiana.

## Biografia
È sposata con un cittadino italiano ed ha ottenuto la naturalizzazione per matrimonio.
Dal 2013 al 2017 è stata consigliere del comune di Mario Briceño Iragorry, nello stato di Aragua, per il partito La Causa Radical per il periodo 2013-2017.
È stata eletta deputata dall'Assemblea nazionale venezuelana nella circoscrizione 4 dello stato di Aragua, alle elezioni parlamentari del 2015. 
Nell'Assemblea è stato membro della Comisión Permanente de Contraloría, della Commissione permanente di politica interna. Ha presieduto la Commissione permanente della famiglia e la Commissione speciale responsabile per le indagini e la documentazione delle violazioni dei diritti umani durante le proteste causate dalla fame e dai comitati CLAP. Ha fatto parte anche della Commissione speciale istituita nell'aprile 2016 per indagare sulla situazione alimentare nel paese e della commissione congiunta che lavora al progetto di trasparenza, divulgazione e accesso all'informazione del pubblico.
Si è opposta alla destituzione dei poteri dell'Assemblea nazionale venezuelana, disposta dal regime di Maduro. 
Durante la crisi presidenziale venezuelana del 2019 ha sostenuto Juan Guaidó. Nel aprile 2019 il Tribunale Supremo di Giustizia, controllato da Nicolás Maduro, le ha revocato l'immunità parlamentare. Lo stesso provvedimento è stato assunto anche contro Edgar Zambrano, Henry Ramos Allup, Luis German Florido, José Simon Calzadilla Peraza, Amerigo De Grazia e Richard José Blanco Delgado, ritenuti oppositori del regime. L'esercito le ha sequestrato il passaporto e le è stata impedita la partenza dall'aeroporto di Caracas, dopo essere stata posta in stato di fermo.
L'8 maggio 2019 è riuscita a rifugiarsi presso l'ambasciata assieme al parlamentare italovenezuelano Americo De Grazia. Il ministro degli esteri italiano Enzo Moavero Milanesi ha espresso una ferma condanna per la violazione dell’immunità parlamentare e convocato l'ambasciatore venezuelano a Roma per esprimere la sua preoccupazione.
Nel novembre 2019, grazie all'intervento dell'ambasciatore italiano a Caracas Placido Vigo e del senatore Pier Ferdinando Casini, che hanno negoziato un salvacondotto presso il Tribunale Superiore di Giustizia venezuelano, è riuscita a fuggire dal Venezuela.